# Кавањак
Кавањак (фр. Cavagnac) насеље је и општина у јужној Француској у региону Миди Пирене, у департману Лот која припада префектури Гурдон.
По подацима из 2011. године у општини је живело 447 становника, а густина насељености је износила 43,23 становника/km². Општина се простире на површини од 10,34 km². Налази се на средњој надморској висини од 191 метар (максималној 256 m, а минималној 123 m).

## Демографија
| 1962. | 1968. | 1975. | 1982. | 1990. | 1999. | 2011. |
| ----- | ----- | ----- | ----- | ----- | ----- | ----- |
| 287   | 346   | 317   | 336   | 337   | 432   | 447   |

График промене броја становника у току последњих година